# Talsperre El Villar
Die Talsperre El Villar (spanisch Presa de El Villar) ist eine Talsperre mit Wasserkraftwerk in der Gemeinde Puentes Viejas, Autonome Gemeinschaft Madrid, Spanien. Sie staut den Lozoya zu einem Stausee auf. Die Talsperre dient der Trinkwasserversorgung und der Stromerzeugung. Mit ihrem Bau wurde 1867 (bzw. 1869) begonnen; sie wurde 1879 (bzw. 1882) fertiggestellt. Sie ist im Besitz von Canal de Isabel II.

## Absperrbauwerk

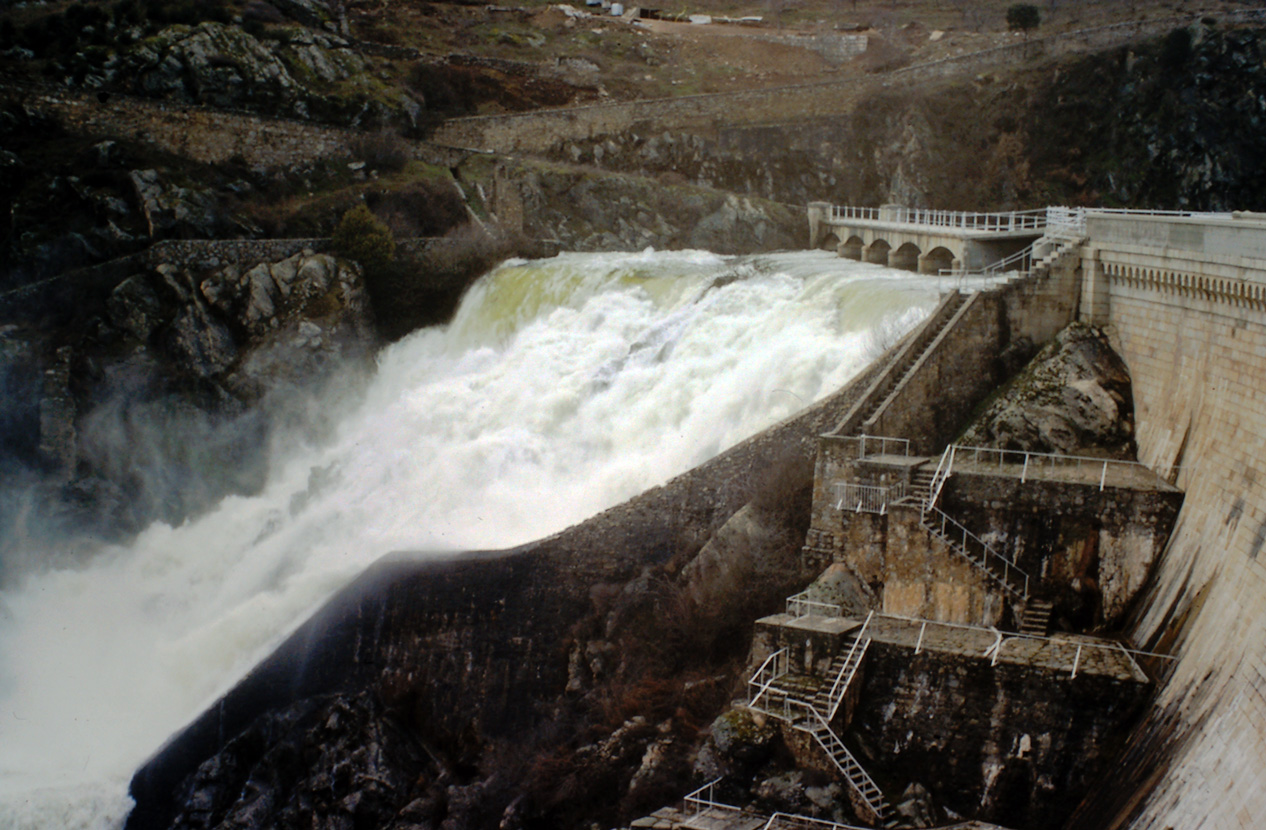

Das Absperrbauwerk ist eine Gewichtsstaumauer aus Naturstein mit einer Höhe von 50 (bzw. 50,5 oder 51) m über der Gründungssohle. Die Breite der Staumauer beträgt an der Krone 5 m. Die Mauerkrone liegt auf einer Höhe von 906 m über dem Meeresspiegel. Die Länge der Mauerkrone beträgt 107 m. Das Volumen beträgt 49.000 m³.
Die Staumauer verfügt sowohl über einen Grundablass als auch über eine Hochwasserentlastung. Über den Grundablass können maximal 209 (bzw. 227) m³/s abgeleitet werden, über die Hochwasserentlastung maximal 176 (bzw. 266) m³/s. Das Bemessungshochwasser liegt bei 400 m³/s. Die Hochwasserentlastung befindet sich auf der rechten Flussseite.

## Stausee
Beim normalen Stauziel von 904 m erstreckt sich der Stausee über eine Fläche von rund 1,44 km² und fasst 22 (bzw. 23 oder 26) Mio. m³ Wasser; davon können 23 Mio. m³ genutzt werden.

## Kraftwerk
Das Kraftwerk wird von Hidráulica Santillana S.A.U. betrieben. Es wurde 1991 errichtet; seine installierte Leistung beträgt 5,99 MW. Die Jahreserzeugung schwankt; sie betrug im Jahr 2005 5,57 Mio. kWh und im Jahr 2003 21,75 Mio. kWh.
Die Francis-Turbine mit vertikaler Welle leistet maximal 5,99 MW und der zugehörige Generator 7,1 MVA. Die Nennspannung des Generators beträgt 6 kV. Die Nenndrehzahl der Turbine liegt bei 333 Umdrehungen pro Minute. Die Fallhöhe beträgt 37 m. Der Durchfluss liegt bei 17 m³/s.